# 現地(にいない)特派員
『現地(にいない)特派員』（原題:Special Correspondents）は2016年に配信された米加英合作のコメディ映画である。監督はリッキー・ジャーヴェイス、主演はエリック・バナが務めた。本作は2009年に公開されたフランス映画『Envoyés très spéciaux』のリメイク版である。

## ストーリー
ラジオ局に勤めるフランク・ボネヴィルは警察関係者になりすまして殺人事件の現場に潜入することに成功した。自分が身分を詐称したという証拠を隠滅した後、ボネヴィルは現場を立ち去り、その足でラジオ局へと向かった。特ダネをすっぱ抜いたボネヴィルは同僚たちから称賛されたが、上司のマラードからは違法行為を厳しく叱責された。
その夜、フランクの同僚であるイアン・フィンチは妻のエレノアを局のパーティーに連れて行ったが、急に仕事が入ったために退席せざるを得なくなった。その後、エレノアはフランクに会った。フランクはエレノアが既婚者であると知らないまま、彼女と一夜を共にしてしまった。翌日、フランクとイアンはマラードからエクアドルの紛争を現地で調査するように命じられた。しかし、イアンはエレノアに離婚を切り出されたことで頭がいっぱいになっており、仕事どころではなかった。
後に、イアンが落ち着いたため、フランクは彼と共にエクアドルへ向かうことになった。ところが、空港到着後に、イアンがパスポートと飛行機のチケットをゴミと間違えて処分してしまったことが判明した。フランクとイアンはラジオ局の近くにあるカフェに身を隠し、オーナー夫妻（ドミンゴとブリジッダ）の協力の下、そこからエクアドルでの騒乱を放送することになった。
フランクとイアンは話を盛り上げるためにエミリオという名前の男性の存在をでっち上げ、彼を騒乱の重要人物であるかのように仕立て上げた。しかし、ここで思わぬ事態が発生した。アメリカ政府が2人の話を信じ込んでしまったのである。しかも、エミリオの名前はテレビでも放送されるようになった。2人が命の危険にさらされていると思い込んだマラードは、2人に現地のアメリカ大使館に駆け込むよう勧めた。自分たちがエクアドルにいないことがばれるのを恐れた2人はSIMカードを破壊した。ところが、この行動が裏目に出た。フランクとイアンの足取りがつかめなくなったことで、紛争中のエクアドルで2人の記者が失踪したという誤解が広まってしまったのである。

## キャスト
※括弧内は日本語吹替
- エリック・バナ - フランク・ボネヴィル（井上和彦）
- リッキー・ジャーヴェイス - イアン・フィンチ（上田燿司）
- ヴェラ・ファーミガ - エレノア・フィンチ（加藤有生子）
- ケリー・マクドナルド - クレア・マドックス（佐古真弓）
- ベンジャミン・ブラット - ジョン・ベイカー（中村章吾）
- ケヴィン・ポラック - ジェフリー・マラード（魚建）
- アメリカ・フェレーラ - ブリジッダ（花藤蓮）
- ラウル・カスティーヨ - ドミンゴ（佐藤せつじ）
- アリ・コーエン - ランプリング（仲野裕）
- メイガン・ヘファーン - ヴァージニア（吉田麻実）
- ミミ・カジク - 国務長官（佐藤しのぶ）
- ジム・ノートン - 男娼
- ボブ・バンクス - バリモア（佐野康之）
- スティーブ・グリーンスタイン - ローチ（羽田真）
- ジョナサン・ラングドン - ベルボーイ（菊地達弘）
- ヒロホンダ - 男娼
- バー男性（臼木健士朗）
- 総務女性（品田美穂）
- 女性アンカー（高梨愛）
- 将軍（あべそういち）
- 米女性キャスター（桜岡あつこ）

日本語版スタッフ：演出：打越領一、翻訳：高橋結花、制作：ACクリエイト

## 製作
2014年10月、リッキー・ジャーヴェイスがフランス映画『Envoyés très spéciaux』をリメイクし、その主演にエリック・バナが起用されたと報じられた。2015年5月5日、ケヴィン・ポラックが本作に起用されたとの報道があった。27日、ベンジャミン・ブラットの出演が決まった。30日、ケリー・マクドナルドがキャスト入りした。31日、ヴェラ・ファーミガが本作に出演すると報じられた。6月3日、ラウル・カスティーヨが起用されたとの報道があった。5日、アメリカ・フェレーラの起用が発表された。
2015年5月19日、本作の主要撮影がカナダのトロントで始まった。6月27日には、撮影の拠点がニューヨークに移され、翌月2日に全撮影が終了した。11月6日、ジャーヴェイスは自身のTwitterでポスト・プロダクション作業の終了を報告した。

## マーケティング
2016年1月6日、4枚のスチル写真が公開された。3月23日、ジャーヴェイスは自身のTwitterでファースト・トレイラーを公開した。4月12日にはセカンド・トレイラーが公開された。

## 公開
2014年11月、ソニー・ピクチャーズが本作の配給権を獲得したと報じられた。2015年4月、ネットフリックスが本作の全世界配給権を1200万ドルで購入したと発表した。2016年4月22日、本作はトライベッカ映画祭でプレミア上映された。

## 評価
本作は批評家から酷評されている。映画批評集積サイトのRotten Tomatoesには32件のレビューがあり、批評家支持率は13%、平均点は10点満点で3.9点となっている。サイト側による批評家の見解の要約は「説得力を欠くストーリーと薄っぺらい登場人物のせいで、『現地(にいない)特派員』はリッキー・ジャーヴェイスにとって失敗作かつ大恥になってしまった。」となっている。また、Metacriticには14件のレビューがあり、加重平均値は36/100となっている。